# Saturnin Allagbé
Saturnin Allagbé, né le 22 novembre 1993 à Assaba, est un footballeur international béninois qui joue au poste de gardien de but.

## Biographie

### ASPAC Cotonou
Il commence à jouer au football au centre de formation de Tanéka. À la suite d'un partenariat entre ce centre et l'Association sportive du port autonome de Cotonou, il signe avec cette équipe et devient titulaire en 2010, lancé par Alain Gaspoz. Il remporte deux titres de champion du Bénin en 2009-2010 puis en 2011-2012. Il déclare également avoir été « élu meilleur gardien du championnat » à plusieurs reprises.
En 2011, il connaît sa première sélection avec l'équipe nationale du Bénin.

### Chamois Niortais
Il est mis à l'essai par les Girondins de Bordeaux avant la saison 2013-2014 mais n'est pas conservé, même si cela reste pour le jeune béninois une expérience positive.
En 2014, le gardien de but revient en France et signe un contrat professionnel de trois ans avec le Chamois niortais Football Club. Ne jouant aucun match avec l'équipe première, il est néanmoins titulaire avec la réserve professionnelle qui est promue en championnat de France amateur 2 en fin de saison. Saturnin est alors considéré comme un acteur majeur de cette montée,,.

### Dijon FCO
Le 2 octobre 2020, il s'engage au Dijon Football Côte-d'Or pour une durée de 4 ans et pour un montant de transfert de 2 millions d'euros. Il est recruté pour remplacer Alfred Gomis, transféré à Rennes. Deux jours plus tard, il joue son premier match avec Dijon à l'occasion d'un déplacement sur le terrain des Girondins de Bordeaux pour le compte de la 6e journée de Ligue 1 (défaite 3-0). À la suite de la nomination de David Linarès au poste d'entraîneur en remplacement de Stéphane Jobard, limogé, il perd sa place de titulaire lors de la 10e journée, Anthony Racioppi lui étant préféré. Le portier suisse alternant des prestations solides et d'autres moins abouties, Allagbé retrouve sa place dans les buts à partir de la 31e journée jusqu'au terme de la saison.

### Valenciennes FC
Le 22 juillet 2021, le Valenciennes FC, qui doit faire face à la grave blessure de son gardien Lucas Chevalier, annonce son arrivée en prêt. Cependant, l'international béninois perd vite sa place de titulaire à cause d'un début de saison très médiocre. N'entrant plus dans les plans du nouveau coach, Christophe Delmotte, son prêt est cassé lors de la trêve hivernale.

## Palmarès
Saturnin Allagbé est champion du Bénin en 2010 et 2012 avec l'ASPA Cotonou et champion de division d'honneur de la Ligue du Centre-Ouest en 2015 avec la réserve du Chamois niortais Football Club. Il arrive alors en sélection nationale où il joue sa première coupe d'Afrique des nations. Saturnin fait un travail extraordinaire notamment en huitièmes de finale alors que son équipe était confrontée à celle du Maroc. Au cours du match, il fait des arrêts décisifs, dont un tir au but.